# Аллигаторовые
Аллига́торовые (лат. Alligatoridae) — семейство крокодилов (Crocodilia). От настоящих крокодилов (Crocodylidae) визуально отличаются в первую очередь строением черепа: обычно более короткой, широкой и плоской мордой.
Семейство аллигаторовых включает в себя всех вымерших и современных представителей отряда крокодилов, которые более тесно связаны с американским аллигатором, чем с нильским крокодилом или гавиалом.
По размерам аллигаторовые обычно уступают представителям семейств настоящих крокодилов или гавиалов. Представители родов Alligator и Caiman являются социальными, ведущими размереный образ жизни животными, проводящими время в ленивом поджидании мелкой добычи. Гладколобые и чёрные кайманы, напротив, более активны и ведут образ жизни, в целом схожий с таковым у некоторых настоящих крокодилов.

## Распространение
Все виды аллигаторовых, кроме китайского аллигатора, обитают в Новом Свете. Самый северный вид обитает в США — миссисипский аллигатор; самые южные — кайманы из Южной Америки.

## Происхождение и классификация
Члены этого семейства впервые возникли в конце мелового периода. Leidyosuchus из Альберты — самый ранний известный род. Ископаемые аллигаториды были найдены по всей Евразии, что говорит о том, что они некогда воспользовались сухопутными мостами Северной Атлантики и Берингова пролива, соединявшими Северную Америку и Евразию в период мела, палеогена и неогена. Аллигаторы и кайманы разделились в Северной Америке в конце мелового периода, вторые достигли Южной Америки на протяжении палеогена, до образования Панамского перешейка в период неогена. Полный митохондриальный геном миссисипского аллигатора секвенировали в 1990-е годы, он говорил о том, что аллигаторы эволюционировали со скоростью, аналогичной млекопитающим, и большей, чем птицы и холоднокровные позвоночные. Однако, полный геном, описание которого опубликовано в 2014 году, предполагает, что аллигаторы развивались гораздо медленнее, чем млекопитающие и птицы.
Семейство включает (из сохранившихся сегодня) 4 рода и 8 видов. С учётом вымерших таксонов оно намного более разнообразно и по сей день обнаруживаются ископаемые остатки животных, что в дальнейшем могут быть причислены к семейству аллигаторовых.
- Надсемейство Alligatoroidea
  - Семейство Alligatoridae
    - Подсемейство Alligatorinae
      - Род Albertochampsa (вымер)
      - Род Chrysochampsa (вымер)
      - Род Hassiacosuchus (вымер)
      - Род Navajosuchus (вымер)
      - Род Ceratosuchus (вымер)
      - Род Allognathosuchus (вымер)
      - Род Hispanochampsa (вымер)
      - Род Arambourgia (вымер)
      - Род Procaimanoidea (вымер)
      - Род Wannaganosuchus (вымер)
      - Род Krabisuchus (вымер)
      - Род Eoalligator (вымер)
      - Род Alligator
        - Alligator prenasalis (вымер)
        - Alligator mcgrewi (вымер)
        - Alligator olseni (вымер)
        - Китайский аллигатор, Alligator sinensis
        - Alligator mefferdi (вымер)
        - Миссисипский аллигатор, Alligator mississippiensis

    - Подсемейство Caimaninae
      - Род Necrosuchus (вымер)
      - Род Eocaiman (вымер)
      - Род Paleosuchus
        - Гладколобый кайман Кювье, Paleosuchus palpebrosus
        - Гладколобый кайман Шнайдера, Paleosuchus trigonatus

      - Род Purussaurus (вымер)
      - Род Mourasuchus (вымер)
      - Род Orthogenysuchus (вымер)
      - Род Caiman
        - Якарский кайман, Caiman yacare
        - Крокодиловый кайман, Caiman crocodilus
          - C. c. apaporiensis
          - C. c. fuscus

        - Caiman lutescans (вымер)
        - Широконосый кайман, Caiman latirostris

      - Род Melanosuchus
        - Melanosuchus fisheri (вымер)
        - Черный кайман, Melanosuchus niger